# Юссі Бйорлінг
Юссі Бйорлінг (повне ім'я Юхан Юнатан Бйорлінг, швед. Johan Jonatan "Jussi" Björling; 2 лютого 1911, Бурленге, Швеція — 9 вересня 1960, Стокгольм, Швеція) — шведський оперний співак (лірико-драматичний тенор), один із найбільших оперних співаків XX століття.

## Біографія
Першим педагогом Бйорлінга був його батько, тенор Давид Бйорлинг. Разом з ним і двома братами Юссі Бйорлінг брав участь і сімейному вокальному квартеті. У 1928—1930 роках навчався в Стокгольмській консерваторії, по закінченні якої з 1930 до 1933 року був солістом Шведської королівської опери.
Починаючи від 1931 року, після концертного виступу в Копенгагені, відомість Бйорлінга поширюється за межі Швеції. З 1936 року починаються тривалі концертні турне Бйорлінга Центральною Європою (Чехословаччина, Австрія, Німеччина, Угорщина). 1938 року вперше виступив на сцені Метрополітен-опери, де переважно співав з другої половини 1940-х років.
1944 року став володарем шведського почесного звання «Придворний співак» (hovsångare).
З 1957 року в співака почалися проблеми з серцем, проте він не припинив виступів, зробивши останній запис («Реквієм» Верді) в червні 1960 року, за кілька місяців до смерті.
Дружина Бйорлінга, Анна-Ліза, з якою вони одружились 1935 року, також була оперною співачкою.
У місті Бурленге працює музей Юссі Бйорлінга.

## Нагороди і премії
- 1944 — почесне звання «Придворний співак» (Швеція)
- 1960 — премія «Греммі»

## Виноски
1. ↑  Stora Tuna kyrkogård: Jussi Björling — kulturgravar.se.
2. ↑  Короткий музичний словник [Архівовано 2012-07-15 у Archive.is](рос.)